# Matomo
Matomo（旧: Piwik）はPHP/MySQLサーバー上で動作するウェブ解析用オープンソースソフトウェアである。Matomo の名前は日本語の「まとも」から来ている。2018年6月現在、既知のトラフィック解析ツールを利用しているウェブサイトの総数の1.3%にあたる145万以上のウェブサイトで使用され、54以上の言語に翻訳されている。新バージョンは、定期的に数週間ごとに提供される。1サイト以上の訪問者を追跡し、分析レポートの表示機能を有する。

## 機能
訪問者の地理的位置、直接または間接的なサイト訪問経緯、環境（ウェブブラウザ、画面サイズ、オペレーティングシステムなど）、訪問者層、閲覧ページや挙動や退出、訪問時間、ソースなどに関するレポートが表示される。また、蓄積するデータを分析に役立てる様々な機能が利用できる。
Google AnalyticsのようなSaaS提供元がサービス利用者の収集したデータを利用できるのに対し、Matomoはデータ利用の独立性が保てるという特徴（ローカルホスト型ソリューションの副産物による）がある。
WordPressやDrupalなどのコンテンツ管理システム (CMS)、MagentoやPrestaShopのなどの電子商取引アプリ、phpBBなどの電子掲示板といった、多くのサードパーティーのアプリに統合可能である。コミュニティにおいてもプラグイン開発が進行中であり、2012年1月現在20個のプラグインが利用できる。

## 商用展開
GPLによるソフトウェア公開の他にも、年間サポート、研修、マネージドホスティング、その他関連コンサルティング（インストール、システムの構成保守、スケーリング及びカスタマイズ）を含む有料サービスを運営元が提供している。